# Axel Munthe – Der Arzt von San Michele
Axel Munthe – Der Arzt von San Michele, är en tysk-fransk-italiensk film från 1962 i regi av Giorgio Capitani, Rudolf Jugert och Georg Marischka. Filmens förlaga var Axel Munthes bok Boken om San Michele. 

## Roller i urval
- O.W. Fischer – Axel Munthe
- Rosanna Schiaffino – Antonia
- Sonja Ziemann – Prinsessan Clementine
- María Mahor – Ebba
- Valentina Cortese – Eleonora Duse
- Antoine Balpêtré – Leblanc
- Fernand Sardou – Petit-Piere
- Heinz Erhardt – Brunoni
- Renate Ewert – Patientin
- Ingeborg Schöner – Natasha
- Christiane Maybach – Paulette
- Jürgen von Alten